# Рисим Зечевић
Рисим Зечевић (18??−1976) убраја се међу најистакнутије драгачевске каменоресце. Споменике је израђивао половином 19. века у селима са обе стране планине Јелице и долини Западне Мораве.

## Живот
Рођен је у Милатовићима, а живео и умро у Бапском Пољу код Краљева. Није познато код кога се обучавао клесању.  Споменике израђивао у селима Милатовићи, Властељице, Брезовица, Каона, Лазац, Премећа, Горичани, Самаила и Бапско Поље.

## Дело
У бели студенички мермер и драгачевски пешчар „уписивао” је ликове покојника, истичући њихове физичке особености и карактер. Велику пажњу поклањао је детаљима и приказу китњасте народне ношње.
Епитафи, клесани лепим предвуковским словима, садрже основне биографске податке о покојнику.